# 제천 두학동 석조여래입상
제천 두학동 석조여래입상(堤川 頭鶴洞 石造如來立像)은 충청북도 제천시 두학동에 있는 조선시대의 불상이다. 2004년 10월 22일 충청북도의 유형문화재 제244호로 지정되었다.

## 개요
두학동 석불입상은 조각수법에서 세련미는 약하나 지역불상의 특징을 나타내는 고려시대 거불이 조선시대에 이어지는 석불양식의 변천을 알려주는 불상으로 작례가 많지 않아 희귀성이 있는 귀중한 석불이다.

## 참고 자료
- 제천 두학동 석조여래입상 - 국가유산청 국가유산포털